# Seyrighoplites oxyscutellatus
Seyrighoplites oxyscutellatus är en stekelart som beskrevs av Heinrich 1968. Seyrighoplites oxyscutellatus ingår i släktet Seyrighoplites och familjen brokparasitsteklar. Inga underarter finns listade i Catalogue of Life.